# فوریست هیل (لوئیزیانا)
فوریست هیل (به انگلیسی: Forest Hill) شهری در ایالت لوئیزیانا کشور ایالات متحده آمریکا است که جمعیت آن در سرشماری سال ۲۰۱۰ میلادی، ۸۱۸ نفر بوده‌است.